# Cal Pitxaró
Cal Pitxaró és una casa de Vallbona d'Anoia (Anoia) inclosa a l'Inventari del Patrimoni Arquitectònic de Catalunya.

## Descripció
Cal Pitxaró és un casal de planta rectangular i dos pisos amb una construcció annexa que sembla formar part de la mateixa casa, però amb parets més baixes (s. XVIII). Aquesta part exterior es presenta com una façana amb portal adovellat de mig punt fet de turó. Al costat hi havia hagut una finestra així com al primer pis, actualment totes elles tapinades. L'altra façana dona a un pati amb tanca que no ha permès la seva visió. La coberta és a dues vessants.

## Història
Té encavallada de fusta com a principal suport dels embigats que fan el vessant de la teulada. L'encavallada té una inscripció com si fos una data, però amb un número indesxifrable. Descansa sobre unes pilastres, ja que no hi ha cap paret ni envà que serveixi de suport."
Fou propietat dels vidriers Tarafa, documentats ja el segle xviii.